# Жечнювек
Жечнювек (пол. Rzeczniówek) — село в Польщі, у гміні Жечнюв Ліпського повіту Мазовецького воєводства.
Населення — 291 особа (2011).
У 1975—1998 роках село належало до Радомського воєводства.

## Демографія
Демографічна структура станом на 31 березня 2011 року:
|          | Загалом | Допрацездатний вік | Працездатний вік | Постпрацездатний вік |
| -------- | ------- | ------------------ | ---------------- | -------------------- |
| Чоловіки | 156     | 28                 | 101              | 27                   |
| Жінки    | 135     | 16                 | 79               | 40                   |
| Разом    | 291     | 44                 | 180              | 67                   |